# Нижняя Пристань
Нижняя Пристань — посёлок в Свердловской области России, административно подчинённый городу Серову. Входит в Серовский муниципальный округ.
Ранее посёлок входил в состав Филькинского сельсовета города Серова.

## География
Нижняя Пристань расположена в 14 километрах к востоко-юго-востоку от города Серова, на обеих берегах реки Сосьвы (правого притока Тавды). В левобережной части посёлка находится озеро Осиновое (Круглое), являющееся гидрологическим и ботаническим памятником природы.
Рядом с Нижней Пристанью пролегает ветка Серов — Алапаевск Свердловской железной дороги. Менее чем в одном километре от посёлка расположен остановочный пункт Урай (в одноимённом посёлке).

## Население
| 2002 | 2010 |
| ---- | ---- |
| 0    | →0   |